# Billerica and Bedford Railroad
| Dampflokomotive Ariel der Hinkley Locomotive Works |                                                      |                              |                              |
| Streckenverlauf Originalzeichnung des Streckenverlaufs |                                                      |                              |                              |
| Spurweite: | 610 mm (2-Fuß-Spur)                                  |                              |                              |
| Minimaler Radius: | 319,6 Fuß = 97,4 m Im Gleisdreieck: 127 Fuß = 38,7 m |                              |                              |
| |                                                      |                              |                              |
| \| \| \| Boston and Lowell Railroad \| \| \| \| North Billerica Junction \| \| \| \| Nasons \| \| \| \| Salem Road \| \| \| \| Billerica \| \| \| \| Boston Road \| \| \| \| Nuttings Pond (Nutting Lake) \| \| \| \| South Billerica \| \| \| \| Cliffs \| \| \| \| Bedford Springs \| \| \| \| Oak Hill \| \| \| \| Spring Street (Springs Road) \| \| \| \| Main Street (Great Road) \| \| \| \| Bedford Junction \| \| \| \| Middlesex Central Railroad \| |                                                      |                              |                              |
| Bahnhof quer |                                                      | Boston and Lowell Railroad   | Boston and Lowell Railroad   |
| Kopfbahnhof Streckenanfang (Strecke außer Betrieb) |                                                      | North Billerica Junction     | North Billerica Junction     |
| Haltepunkt / Haltestelle (Strecke außer Betrieb) |                                                      | Nasons                       | Nasons                       |
| Haltepunkt / Haltestelle (Strecke außer Betrieb) |                                                      | Salem Road                   | Salem Road                   |
| Bahnhof (Strecke außer Betrieb) |                                                      | Billerica                    | Billerica                    |
| Haltepunkt / Haltestelle (Strecke außer Betrieb) |                                                      | Boston Road                  | Boston Road                  |
| Haltepunkt / Haltestelle (Strecke außer Betrieb) |                                                      | Nuttings Pond (Nutting Lake) | Nuttings Pond (Nutting Lake) |
| Haltepunkt / Haltestelle (Strecke außer Betrieb) |                                                      | South Billerica              | South Billerica              |
| Haltepunkt / Haltestelle (Strecke außer Betrieb) |                                                      | Cliffs                       | Cliffs                       |
| Haltepunkt / Haltestelle (Strecke außer Betrieb) |                                                      | Bedford Springs              | Bedford Springs              |
| Haltepunkt / Haltestelle (Strecke außer Betrieb) |                                                      | Oak Hill                     | Oak Hill                     |
| Haltepunkt / Haltestelle (Strecke außer Betrieb) |                                                      | Spring Street (Springs Road) | Spring Street (Springs Road) |
| Haltepunkt / Haltestelle (Strecke außer Betrieb) |                                                      | Main Street (Great Road)     | Main Street (Great Road)     |
| Kopfbahnhof Streckenende (Strecke außer Betrieb) |                                                      | Bedford Junction             | Bedford Junction             |
| Bahnhof quer (Strecke außer Betrieb) |                                                      | Middlesex Central Railroad   | Middlesex Central Railroad   |

Die Billerica & Bedford Railroad war eine 1877 in Betrieb genommene Schmalspurbahn im Middlesex County von Massachusetts. Sie gilt als die erste öffentlich betriebene Schmalspurbahn mit einer Spurweite von 610 mm (2 Fuß) in den USA.

## Geschichte
George E. Mansfield aus Hazelwood, Massachusetts, war von der 2-Fuß-Schmalspurbahn begeistert, nachdem er die Ffestiniog Railway in Wales in Betrieb gesehen und an seinem Haus die experimentelle Sumner Heights and Hazelwood Valley Railroad gebaut hatte. Er überzeugte die Einwohner von Billerica von der Wirtschaftlichkeit einer Schmalspurbahn und wurde Generaldirektor der Billerica & Bedford Railroad, als sie 1876 gegründet wurde.
Der Bau begann im Mai 1877, und die Strecke zwischen North Billerica und Bedford wurde im August 1877 auf einer Strecke von 13,9 km (8,63 Meilen) fertiggestellt. Die Strecke wurde nach dem Schmalspurbahnkonzept sehr billig gebaut, kam aber trotzdem schnell in finanzielle Schwierigkeiten. An jedem Ende der Eisenbahn gab es Drehscheiben, in Bedford außerdem ein Gleisdreieck und ein Maschinenhaus, aber Bahnhöfe entlang der Strecke wurden nicht gebaut. Die Gesellschaft ging in Konkurs und wurde im Juni 1878 liquidiert.
Mansfield setzte sich unbeirrt für 2-Fuß-Schmalspurbahnen in Maine ein, wo schließlich das damals größte Netz dieser Schmalspurbahnen in den Vereinigten Staaten gebaut wurde. Die Schienenfahrzeuge wurden anschließend auf der Sandy River Railroad genutzt.
Die Boston and Lowell Railroad nutzte den größten Teil der Trasse, als sie im Mai 1885 ihre normalspurige Zweigstrecke nach Lexington verlegte. Die Boston and Maine Railroad übernahm die Strecke 1887. Stationen an der Strecke waren Bedford, Springs Road, Bedford Springs, South Billerica, Turnpike (Nuttings Lake), Billerica, Bennett Hall und North Billerica (nur die Stationsgebäude in Bedford und North Billerica stehen noch). Der Personenverkehr wurde am 31. Dezember 1931 eingestellt und die Strecke fortan nur als Güterbahn genutzt, bis der Abschnitt vom Bedford Depot zum Billerica Depot 1962 und die verbleibende Strecke vom Billerica Depot nach Bennett Hall um 1980 aufgegeben wurden.

## Lokomotiven und Wagen
Die beiden Lokomotiven wurden nach William Shakespeares Elementargeistern Ariel und Puck benannt. Sie wurden bestimmungsgemäß mit dem Tender nach vorne eingesetzt, um eine größere Laufruhe zu erzielen.
| Name    | Foto | Hersteller                   | Bauart                    | Baujahr | Werksnr. | Anmerkungen                                                                   |
| ------- | ---- | ---------------------------- | ------------------------- | ------- | -------- | ----------------------------------------------------------------------------- |
| Ariel   |      | Hinkley Locomotive Works     | 0-4-4T Forney-Lokomotive  | 1877    | 1251     | wurde Sandy River Railroad #1                                                 |
| Puck    |      | Hinkley Locomotive Works     | 0-4-4T Forney-Lokomotive  | 1877    | 1261     | wurde Sandy River Railroad #2                                                 |
| Sylvan  |      | Ranlet Manufacturing Company | Personenwagen             | 1877    |          | wurde Sandy River Railroad #3                                                 |
| Fawn    |      | Ranlet Manufacturing Company | Personen- und Gepäckwagen | 1877    |          | wurde Sandy River Railroad #4                                                 |
| A       |      | Ranlet Manufacturing Company | geschlossener Güterwagen  | 1877    |          | wurde Sandy River Railroad #2                                                 |
| B, C    |      | Ranlet Manufacturing Company | Ausflugswagen             | 1877    |          | umgebaut zu Sandy-River-Railroad-Gepäckwagen #1 und #3                        |
| D bis I |      | Ranlet Manufacturing Company | Flachwagen                | 1877    |          | verkauft an Sandy River Railroad, später zu geschlossenen Güterwagen umgebaut |